# Windischhausen

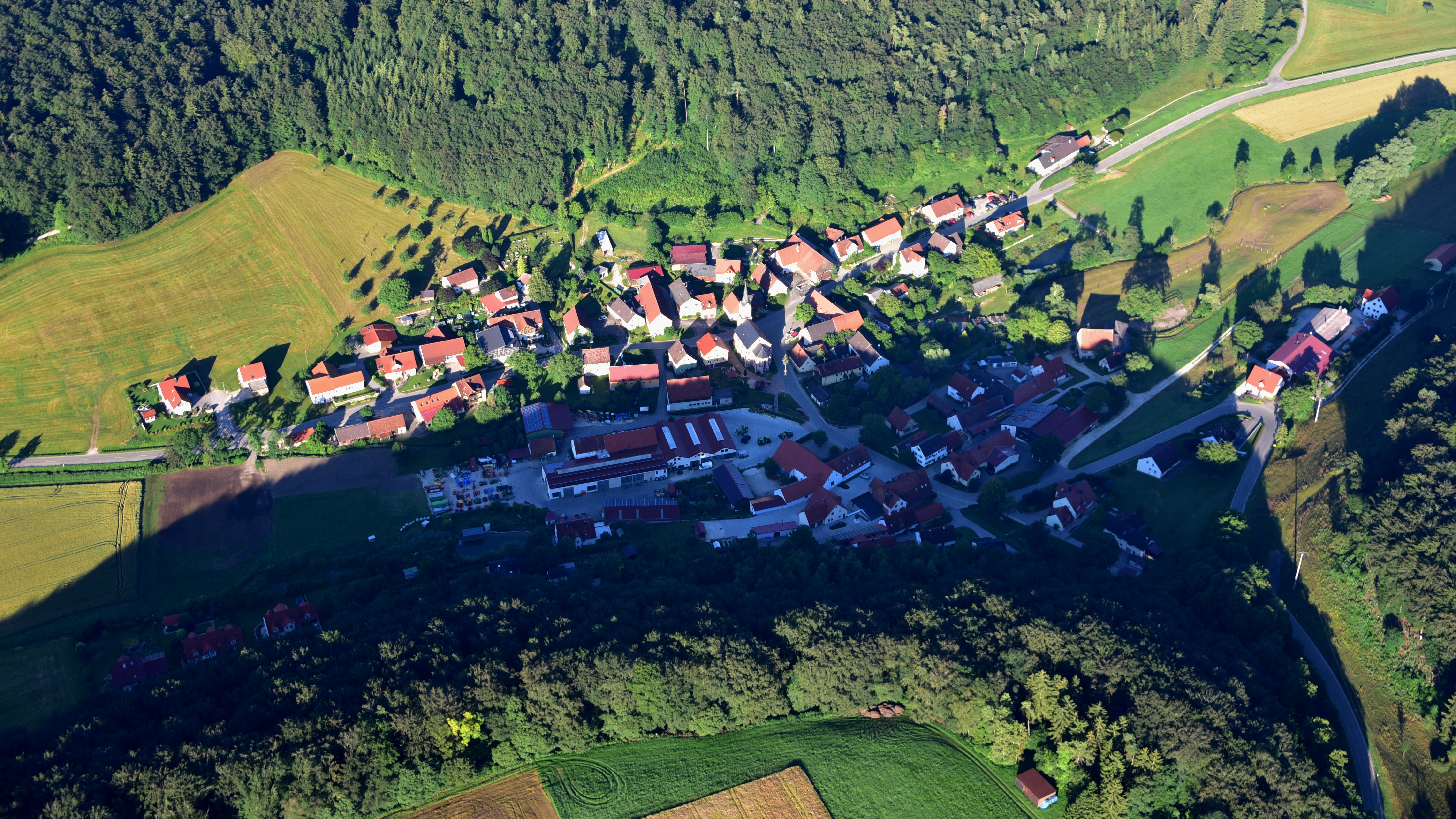
Windischhausen, Luftaufnahme (2016)

Windischhausen ist ein Gemeindeteil der Stadt Treuchtlingen im Landkreis Weißenburg-Gunzenhausen (Mittelfranken, Bayern). Die Gemarkung Windischhausen hat eine Fläche von 10,440 km². Sie ist in 717 Flurstücke aufgeteilt, die eine durchschnittliche Flurstücksfläche von 14560,72 m² haben. In ihr liegen neben dem namensgebenden Ort die Gemeindeteile Oberheumödern und Unterheumödern.

## Lage
Das Kirchdorf liegt an beiden Ufern auf dem Grund und an den Unterhängen des Tals der „Östlichen“ Rohrach im Hahnenkamm in der Südlichen Frankenalb. Es ist von ausgedehnten Mischwäldern umgeben. Durch Windischhausen verläuft die Staatsstraße 2218 von Heidenheim nach Treuchtlingen. Die Kreisstraße WUG 5 führt nach Falbenthal. Auch die überregionalen Wanderwege Frankenweg und Altmühltal-Panoramaweg durchqueren den Ort.

## Geschichte
Windischhausen wurde vermutlich im 8. bis 10. Jahrhundert unter slawischem Siedlungseinfluss gegründet. Die erste urkundliche Erwähnung unter dem Namen „Slavanishusen“ datiert von 1057, als die erste Kirche geweiht wurde. Der Ortsname leitet sich wahrscheinlich von den Slawen (windisch/wendisch = slawisch) ab. Im Lauf der Zeit wurde es von den Grafen von Treuchtlingen sowie den Klöstern Wülzburg, Rebdorf und Heidenheim verwaltet.
Nach den Verheerungen des Dreißigjährigen Krieges war die Gegend teils entvölkert; erst durch den Zuzug von Glaubensflüchtlingen (Exulanten) aus Ober- und Niederösterreich füllte sich das Dorf wieder mit Leben. Die Zahl der Haushalte in Windischhausen stieg von zwölf im Jahr 1643 auf 24 im Jahr 1674, 40 Prozent der Bevölkerung waren Exulanten.
Im Ersten Weltkrieg fielen dreizehn Windischhausener Soldaten bzw. wurden vermisst, im Zweiten Weltkrieg waren es elf. In beiden Kriegen blieb der Ort von direkten Kriegsschäden verschont. Der Zweite Weltkrieg endete für Windischhausen am 23. April 1945, als Soldaten der US Army aus Richtung Heidenheim kommend den Ort kampflos übernahmen.
In den 1960er Jahren wurden die Wasserversorgung und die Kanalisation errichtet. In den 1970ern fand die Flurbereinigung statt.

### Eingemeindungen
Am 26. August 1864 wurden die Orte Oberheumödern und Unterheumödern aus Treuchtlingen aus- und in die Gemeinde Windischhausen eingegliedert. Im Zuge der Gemeindegebietsreform wurde am 1. Juli 1972 die bis dahin selbständige Gemeinde Windischhausen in die Stadt Treuchtlingen eingegliedert.

## Einrichtungen / Veranstaltungen

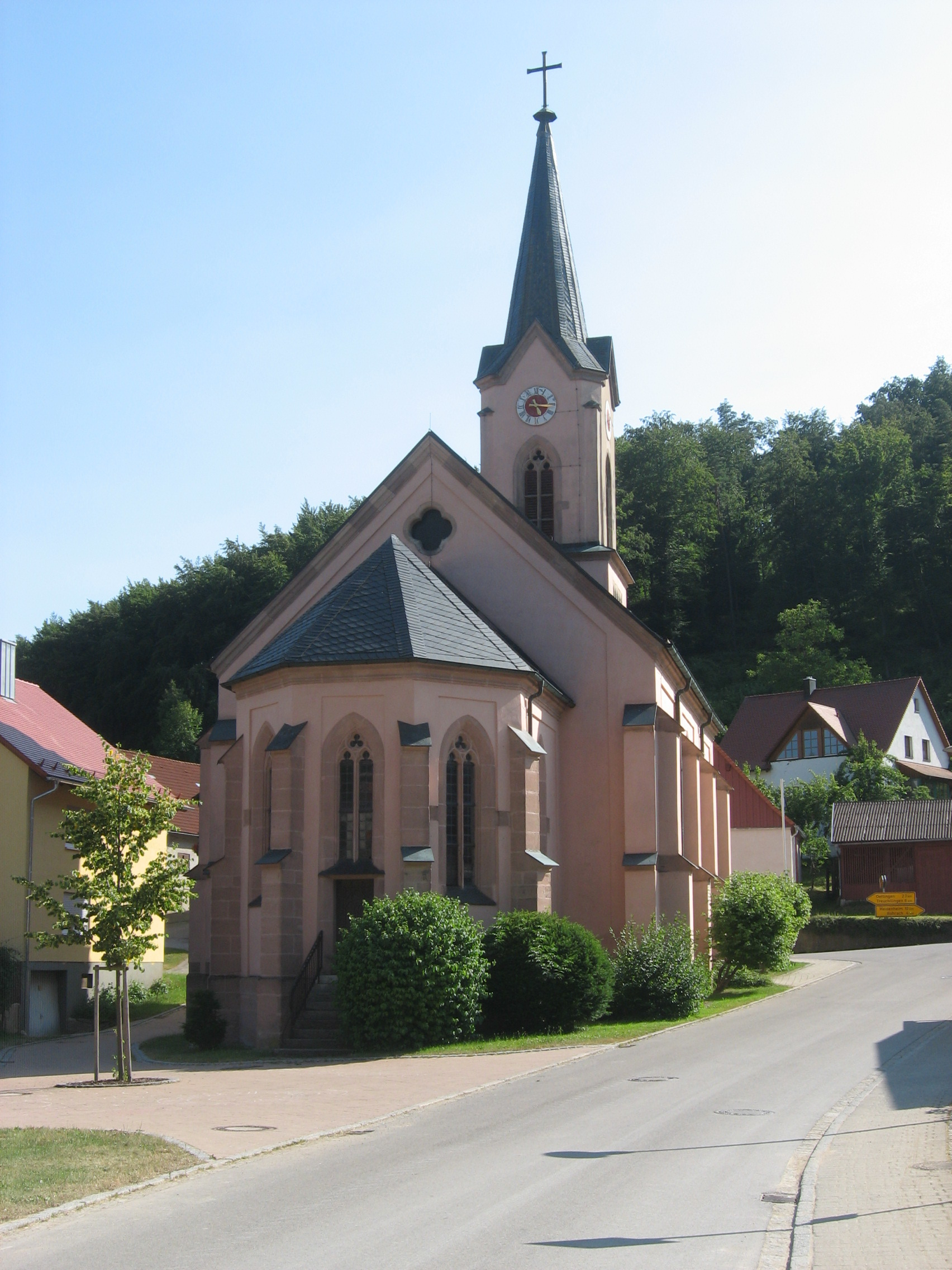
Kirche St. Zeno

Die im 11. Jahrhundert erbaute, dem hl. Zeno geweihte erste Kirche befand sich am Ortsrand und war von einem Friedhof umgeben. 1875 wurde der einsturzgefährdete Bau durch einen Neubau im neugotischen Stil in der Ortsmitte ersetzt. Der Friedhof blieb an seinem alten Platz.
Ein Schulgebäude wurde erstmals 1633 erwähnt. 1889 wurde am östlichen Ortsrand ein neues Schulhaus gebaut. Bis 1974 fand dort Unterricht statt; seitdem gehen die Schüler nach Wettelsheim oder Treuchtlingen zur Schule. Das Gebäude wird heute als Treffpunkt und für Veranstaltungen genutzt.
Am zweiten Oktoberwochenende findet alljährlich die Kirchweih statt.

## Wirtschaft
Windischhausen ist landwirtschaftlich geprägt; die meisten Berufstätigen pendeln in das ca. 7 km entfernte Treuchtlingen. Wegen der Lage im engen Rohrachtal und der damit verbundenen schwierigen Erreichbarkeit der Landwirtschaftsflächen hat auch das Gewerbe einen traditionell hohen Anteil. Bedingt durch die waldreiche, hügelige Landschaft und die Nähe zum Fränkischen Seenland spielt auch der Tourismus eine Rolle.